# 6392 Takashimizuno
6392 Takashimizuno este un asteroid din centura principală de asteroizi.

## Descriere
6392 Takashimizuno este un asteroid din centura principală de asteroizi. A fost descoperit pe 29 aprilie 1990 la Kani de Yoshikane Mizuno și Toshimasa Furuta. Asteroidul prezintă o orbită caracterizată de o semiaxă mare de 3,22 ua, o excentricitate de 0,13 și o înclinație de 17,6° în raport cu ecliptica.